# Jairo Castillo
Jairo Fernando Castillo Cortés (né le 17 novembre 1977 à Tumaco en Colombie) est un footballeur international colombien, qui évoluait au poste d'attaquant.

## Biographie

### Carrière en sélection
Avec l'équipe de Colombie, il dispute 24 matchs (pour 5 buts inscrits) entre 1999 et 2004. Il figure notamment dans le groupe des sélectionnés lors de la Copa América de 2001.
Il participe également à la Gold Cup de 2000 et de 2003.

## Palmarès

### Palmarès en club
| Atlético Bucaramanga - Championnat de Colombie D2 (1) : - Champion : 1995. |  | América Cali - Championnat de Colombie (2) : - Champion : 1996-97 et 2002 (Ouverture). - Copa Merconorte (1) : - Vainqueur : 1999. |  | Defensor - Championnat d'Uruguay (1) : - Champion : 2007-08. |

### Palmarès en sélection
Colombie
| - Copa América (1) : - Vainqueur : 2001. |  | - Gold Cup : - Finaliste : 2000. |